# Acantholimon distachyum
Acantholimon distachyum är en triftväxtart som beskrevs av Pierre Edmond Boissier. Acantholimon distachyum ingår i släktet Acantholimon och familjen triftväxter. Inga underarter finns listade i Catalogue of Life.